# 松岡利夫
松岡利夫（まつおか としお、1914年1月18日ー1994年2月6日）は、日本の民俗学者。

## 人物・来歴
奈良県出身。1947年広島文理科大学史学科卒、九州大学大学院修了（旧制）。公立学校教諭をへて、1951年山口大学人文学部助教授、教授、77年定年退官、名誉教授、山口女子大学教授、1979-89年岩国短期大学学長。89年秋、勲三等旭日中綬章受勲。

## 編著書
- 『柚野民俗誌 いまは水没する大原・釣山を中心として』柳原書店, 1954
- 『日本史要綱』青林書院, 1957
- 『周防・長門の民話』(日本の民話）第1-2集 編. 未来社, 1960-69
- 『勝間村誌』編. 勝間村誌編纂委員会, 1960
- 『防長塩業史料集』編. 山口県塩業組合連合会, 1961
- 『周防徳山民俗誌』(徳山図書館双書 徳山市立徳山図書館, 1962
- 『防長の昔話』編著. 山口銀行厚生会, 1969
- 『長門周防の伝説』編著. 第一法規出版, 1977.11
- 『郷土史事典山口県』編. 昌平社, 1980.3
- 『伝承ふるさとの遊び』山口放送, 1981.8

共著
- 『山口の伝説』(日本の伝説) 古川薫共著. 角川書店, 1979.6